# Can Jaume (Osor)
Can Jaume és una casa d'Osor (Selva) inclosa a l'Inventari del Patrimoni Arquitectònic de Catalunya.

## Descripció
És un edifici cantoner de tres plantes i coberta de doble vessant a façana. Dona al final del carrer Catalunya i també a la plaça Catalunya, ben bé a tocar de l'església parroquial. La casa està formada per dues antigues cases que actualment són de la mateixa propietat. Una està arrebossada, la més allunyada de la plaça, i la l'altra se li ha tret l'arrebossat per mostrar la pedra, la més propera a la plaça. Aquesta última, anomenada Can Coral, és la part de la casa habitada. L'altra està en desús.
La casa més allunyada de la plaça té la façana arrebossada, però en mal estat de conservació. A la planta baixa hi ha un portal adovellat, de pedra granítica i en forma d'arc de mig punt, una porta rectangular i les restes tapades d'una antiga doble finestra, cantonera i angular, amb els marcs de pedra. Existeix aquesta finestra cantonera perquè la façana d'aquesta casa no coincideix amb la següent, del carrer Catalunya número 16.
Al primer pis hi ha una finestra de ciment i rajola on hi havia hagut un gran finestral gòtic, possiblement d'arc conopial i motllures, similar a l'existent a la casa veïna de Can Jan (c/ Catalunya, 1). Això es veu clarament perquè els blocs originals de la finestra, substituïts per ciment i morter, deixen entreveure els seus antics límits, fins i tot els dels blocs de suport inferior. Al segon pis hi ha una finestra emmarcada de pedra. Els ràfecs d'aquesta part són emergents gràcies a 10 caps de biga vells. Després ja comencen les teules del sostre.
La casa més propera a l'església i la plaça està arrebossada amb la pedra vista i restaurada en els últims deu anys. Les seves obertures són bàsicament emmrarcades de pedra poc desbastada i llindes de fusta. A la part del carrer Catalunya hi ha algunes finestres emmarcades de pedra picada i destaca aquí una finestra tapada amb llinda monolítica de granit, amb forma d'arc conopial i decoració d'una creu i dos cercles amb tres i quatre aspes interiors.
A la part dreta d'aquesta part, al segon pis, hi ha un gran badiu que mostra la seva decoració de rajola pintada i bigues de fusta de suport. Els ràfecs d'aquesta part són similars a l'altra part, també amb 10 caps de biga, però són restaurats i relligats amb rajola.

## Història
Aquesta casa doble està datada del segle xvii. Existia en el mateix lloc un habitatge més antic que, amb el temps s'ha anat reformant, sobretot durant els segles XVII i XX. Originalment és possible que fossin dues cases independents, però actualment les dues cases estan unides. La dovella de la clau de la portada de mig punt del carrer Catalunya (antiga porta principal) conté gravada la data de 1684.
Les llindes de la finestra cantonera d'estil renaixentista, similar en la forma i la disposició a algunes existents a cases d'Anglès (Cal Noi) i la Cellera de Ter (Can Polica), porten gravats el nom ISIDRU + BRANCHS i la data de 1670.